# Cymru Alliance 2007–08
Cymru Alliance 2007–08 là mùa giải thứ mười tám của Cymru Alliance kể từ khi thành lập năm 1990. Đội vô địch là Prestatyn Town.

## Bảng xếp hạng
| XH | Đội                | Tr | T  | H  | T  | BT | BB | HS  | Đ    | Lên hay xuống hạng               |
| -- | ------------------ | -- | -- | -- | -- | -- | -- | --- | ---- | -------------------------------- |
| 1  | Prestatyn Town (C) | 32 | 24 | 4  | 4  | 93 | 29 | +64 | 76   | Lên chơi tạiWelsh Premier League |
| 2  | Bala Town          | 32 | 19 | 4  | 9  | 42 | 29 | +13 | 61   |                                  |
| 3  | Flint Town United  | 32 | 16 | 10 | 6  | 62 | 42 | +20 | 58   |                                  |
| 4  | Llandudno          | 32 | 16 | 8  | 8  | 58 | 36 | +22 | 56   |                                  |
| 5  | Holyhead Hotspur   | 32 | 15 | 9  | 8  | 76 | 53 | +23 | 54   |                                  |
| 6  | Gap Queens Park    | 32 | 15 | 10 | 7  | 82 | 47 | +35 | 052* |                                  |
| 7  | Glantraeth         | 32 | 15 | 6  | 11 | 64 | 55 | +9  | 51   |                                  |
| 8  | Denbigh Town       | 32 | 13 | 7  | 12 | 52 | 50 | +2  | 46   |                                  |
| 9  | Guilsfield         | 32 | 12 | 5  | 15 | 64 | 55 | +9  | 41   |                                  |
| 10 | Llanfairpwll       | 32 | 10 | 10 | 12 | 59 | 71 | −12 | 40   |                                  |
| 11 | Mynydd Isa         | 32 | 10 | 9  | 13 | 45 | 51 | −6  | 39   |                                  |
| 12 | Llandyrnog United  | 32 | 10 | 8  | 14 | 54 | 69 | −15 | 38   |                                  |
| 13 | Ruthin Town        | 32 | 10 | 6  | 16 | 41 | 63 | −22 | 36   |                                  |
| 14 | Buckley Town       | 32 | 8  | 9  | 15 | 45 | 80 | −35 | 030* |                                  |
| 15 | Penrhyncoch        | 32 | 6  | 8  | 18 | 38 | 66 | −28 | 26   |                                  |
| 16 | Lex XI             | 32 | 6  | 7  | 19 | 44 | 85 | −41 | 022* |                                  |
| 17 | Gresford Athletic  | 32 | 4  | 6  | 22 | 32 | 72 | −40 | 18   |                                  |

Nguồn: Cymru Alliance
Quy tắc xếp hạng: 1. Điểm; 2. Hiệu số bàn thắng; 3. Số bàn thắng.
*Gap Queens Park bị trừ 3 điểm
*Buckley Town bị trừ 3 điểm
*Lex XI bị trừ 3 điểm
(VĐ) = Vô địch; (XH) = Xuống hạng; (LH) = Lên hạng; (O) = Thắng trận Play-off; (A) = Lọt vào vòng sau. 
Chỉ được áp dụng khi mùa giải chưa kết thúc: 
(Q) = Lọt vào vòng đấu cụ thể của giải đấu đã nêu; (TQ) = Giành vé dự giải đấu, nhưng chưa tới vòng đấu đã nêu.